# Zlato na Espaňole
Zlato na Espaňole (1961) je dobrodružný historický román pro mládež českého spisovatele Jiřího Hronka vyprávějící příběh španělského chlapce, který se tajně dostal na Kolumbovu loď Santa Maria, přeplul s ní Atlantský oceán, dostal se na ostrov Espaňola (dnes Haiti), kde se stal svědkem střetnutí posádky s Indiány, vyvolaného touhou Evropanů po zlatu.    

## Obsah románu
Příběh začíná roku 1492 ve španělském přístavním městě Palos de la Frontera a jeho hlavním hrdinou je chudý chlapec Pedro, kterému život ještě ke všemu ztrpčují zrzavé vlasy. Když se zjistí, že jeho společník, hrbáč Gibosito, obchoduje se svatými ostatky, které si sám vyrábí, uteče se ze strachu před inkvizicí schovat na jednu z lodí v přístavu. Shodu okolností je to Santa Maria, vlajková loď admirála Kryštofa Kolumba na jeho cestě přes oceán do Indie. 
Další část románu je věnována dramatické plavbě Kolumbových lodí Santa Maria, Niña a Pinta a příhodám, které Pedro na palubě lodi prožívá. Brzy zjistí, že posádka výpravy je složena mimo jiné také ze zlodějů a vrahů, kterým byl za účast na výpravě prominut trest. Jeho přítelem se stane zloděj chleba Juan, znepřátelí si Luise Bartolomého Torrese, odsouzeného za vraždu. Rád ho nemá také Kolumbovo páže Pedro de Salcedo.
Námořníci na lodi věří nejrůznějším pověrám o vodopádu na konci světa, o magnetové hoře, pohyblivých ostrovech a mořských příšerách, bouří se a chtějí se vrátit zpět. Kolumbus vzpouru zažehná slibem velké odměny tomu, kdo první uvidí zemi. Nespokojenost posádky ale opět vzroste a Kolumbus požádá ještě o tři dny, po kterých, pokud se neobjeví země, lodě otočí na zpáteční cestu. V této lhůtě se 12. října podaří výpravě objevit ostrov, který Kolumbus pojmenuje San Salvador (byl to jeden z bahamských ostrovů). Později Kolumbus objeví ještě Kubu a nakonec ostrov Espaňola (Haiti). V domnění, že jsou v Indii, snaží se členové výpravy všude najít zlato. O Vánocích roku 1492 narazí Santa Maria na mělčinu a musí zde být zanechána, Může za to Pedro, který měl za úkol hlídat kormidlo, ale místo toho se popral s de Salcedem, který urazil památku jeho matky.
V lednu roku 1493 se Kolumbus vydá na palubě Niňi zpět do Španělska. Protože místní indiánský náčelník Guakanagarí dovolí mořeplavcům založit na Espaňole osadu La Navidad, zůstane asi čtyřicet Španělů na ostrově. Pedro se však má do Španělska vrátit. Kolumbus chce sebou vzít na ukázku domorodce a zmocní se mimo jiné syna krále Guakangarího, který se jmenuje Kainó. Pedro mu dopomůže k útěku a oba doplavou zpět na Espaňolu.
Španělé z osady La Navidad opravdu na Espaňole zlato objeví a jejich nenasytnost vede k řetězu konfliktů s Indiány, se kterými navíc jednají jako s otroky. V tomto boji se Pedro s Juanem postaví na stranu Indiánů. Kainó ukáže Španělům zlatou štolu, a když do ní Španělé vniknou, Indiáni je zavalí lavinou kamenů.